# Erdős Attila
Erdős Attila (1991. január 31. –) magyar opera- és operetténekes, színész.

## Életpályája
1991-ben született. Az esztergomi Szent István Gimnáziumban érettségizett. Zenei tanulmányait zongoristaként kezdte, majd az éneklés felé fordult. Első tanára Dunai Éva volt. 2010-től a Bartók Béla Konzervatóriumba járt ének szakra Kovács Brigittához, majd 2012-ben felvételt nyert a Liszt Ferenc Zeneművészeti Egyetemre, ahol Marton Éva Kossuth-díjas operaénekesnő növendéke lett. Itt szerezte meg BA és MA diplomáját opera szakon. Folyamatosan szerepel a Magyar Állami Operaház és a Budapesti Operettszínház előadásaiban. Rendszeres fellépője a Delta Produkció Operabeavató előadásainak.

## Fontosabb szerepei

### Budapesti Operettszínház
- Csárdáskirálynő (Bóni)
- Hegedűs a háztetőn (Szása)
- Mágnás Miska (Miska, lovász)
- Marica grófnő (Báró Zsupán Kálmán)
- A mosoly országa (Hatfaludy Ferenc gróf)
- János vitéz (Bagó)
- Az orfeum mágusa (Lazarovits Zdénkó)
- Mária főhadnagy (Zwickli Tóbiás)
- Kékszakáll (Popolani)

### Magyar Állami Operaház
- Hunyadi László (Szilágyi Mihály / Rozgonyi)
- Carmen (Dancaïre)
- Az álarcosbál (Christiano)
- Pomádé király új ruhája
- Szentivánéji álom (Demetrius)
- Tosca (Sciarrone)
- A sevillai borbély (Fiorello)
- Ruszalka (Vadász)

### Pécsi Nemzeti Színház
- A denevér (Falke)

### Egyéb produkciók
- Donizetti: Rita (Gasparo)

## Díjai
- Honthy-díj (2024)[8]